# Ларош, Герман Августович
Герман Августович Ларош (13 [25] мая 1845, Санкт-Петербург, Российская империя — 5 [18] октября 1904, там же) — русский музыкальный и литературный критик, композитор.

## Биография
Герман Ларош родился в Санкт-Петербурге в 1845 году в семье преподавателя французского языка. Окончил курс в Санкт-Петербургской консерватории. С 1866 до 1870 года был профессором теории и истории музыки в Московской консерватории.
В 1867 году появилась в «Русском Вестнике» его обширная статья: «Глинка и его значение в музыке», изданная отдельной книгой в Москве в 1868 году. Переехав в 1871 году в Санкт-Петербург, где он получил место профессора теории, а затем и истории музыки в Санкт-Петербургской консерватории, Ларош стал постоянным сотрудником газеты «Голос», помещая в ней музыкальные и литературные фельетоны.
Около 1875 года Ларош оставил Санкт-Петербургскую консерваторию; позднее опять преподавал в консерваториях Санкт-Петербургской и Московской. Читал в Санкт-Петербурге с большим успехом публичные лекции по истории музыки; писал в «Музыкальном Листке», «Ежегоднике Императорских театров», «Новостях» и др.
Под редакцией Лароша был издан выполненный М. И. Чайковским русский перевод «Новой биографии Моцарта» А. Д. Улыбышева (написанной по-французски). Из музыкальных произведений Лароша выделяются увертюра к опере «Кармозина» и симфоническое allegro. Оба произведения были исполнены в симфонических собраниях Императорского Русского музыкального общества.
Ларош поддерживал тесные отношения с Петром Ильичём Чайковским. В частности, был приглашён на премьеру первой редакции струнного секстета «Воспоминание о Флоренции» Чайковского в 1890 году в узком кругу близких друзей и родственников. Позднее Ларош написал восторженный отклик на это произведение.
С 1898 по 1901 год семья Германа Августовича жила в доме № 9 по Пушкинской улице.